# Liste des meilleurs buteurs en équipe du Portugal de football
Pour un article plus général, voir Équipe du Portugal de football.
Cette liste des meilleurs buteurs en équipe du Portugal de football regroupe les footballeurs ayant inscrit le plus de buts en équipe du Portugal depuis le premier match de celle-ci le 18 décembre 1921 contre l'Espagne.
Le meilleur buteur en équipe du Portugal est Cristiano Ronaldo, qui compte 138 buts pour 221 sélections depuis 2003.

## Classement

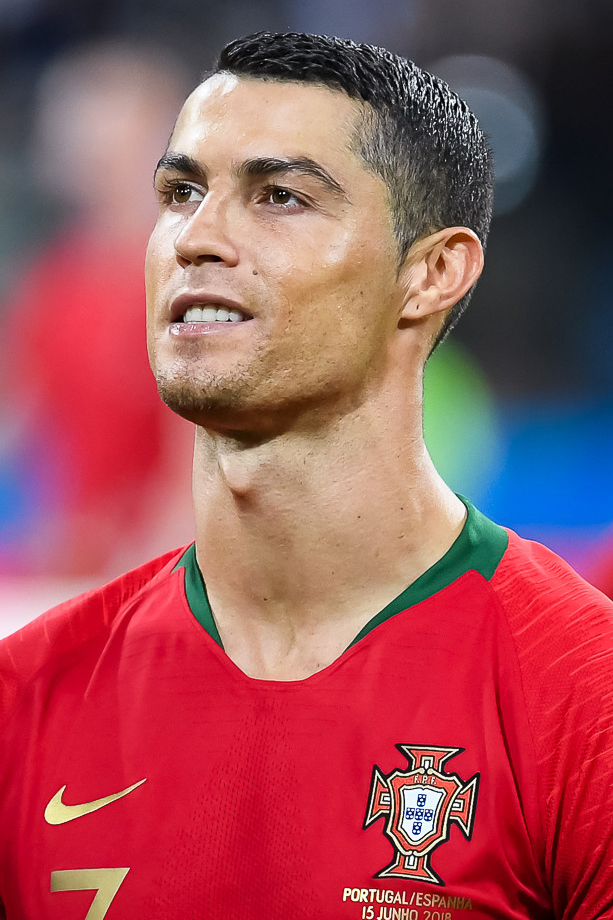
Cristiano Ronaldo, 138 buts

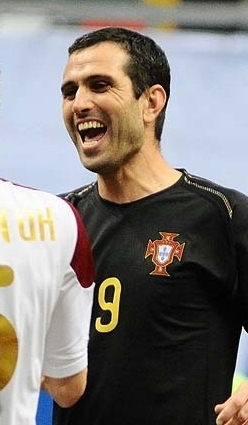
Pauleta, 47 buts

Ce tableau présente le classement des vingt meilleurs buteurs en équipe du Portugal de football,.
- Les joueurs encore en activité en équipe nationale sont inscrits en caractères gras.

| Rang | Joueur            | Poste     | Période     | Durée             | Sél. | Ratio | Buts |
| ---- | ----------------- | --------- | ----------- | ----------------- | ---- | ----- | ---- |
| 1    | Cristiano Ronaldo | Attaquant | Depuis 2003 | 21 ans, 292 jours | 221  | 0,62  | 138  |
| 2    | Pauleta           | Attaquant | 1997-2006   | 8 ans, 322 jours  | 88   | 0,53  | 47   |
| 3    | Eusébio           | Attaquant | 1961-1973   | 12 ans, 5 jours   | 64   | 0,64  | 41   |
| 4    | Luís Figo         | Milieu    | 1991-2006   | 14 ans, 269 jours | 127  | 0,25  | 32   |
| 5    | Nuno Gomes        | Attaquant | 1996-2011   | 15 ans, 260 jours | 79   | 0,37  | 29   |
| 6    | Hélder Postiga    | Attaquant | 2003-2014   | 11 ans, 275 jours | 71   | 0,38  | 27   |
| 7    | Rui Costa         | Milieu    | 1993-2004   | 11 ans, 95 jours  | 94   | 0,28  | 26   |
| 8    | Bruno Fernandes   | Milieu    | Depuis 2017 | 7 ans, 210 jours  | 80   | 0,31  | 25   |
| 9    | Nani              | Milieu    | 2006-2017   | 10 ans, 274 jours | 112  | 0,21  | 24   |
| 10   | João Pinto        | Attaquant | 1991-2002   | 10 ans, 245 jours | 81   | 0,28  | 23   |
| 11   | Nené              | Attaquant | 1971-1984   | 13 ans, 63 jours  | 66   | 0,33  | 22   |
| 12   | Simão             | Milieu    | 1998-2010   | 11 ans, 254 jours | 85   | 0,25  | 21   |
| 13   | André Silva       | Attaquant | 2016-2022   | 6 ans, 92 jours   | 53   | 0,36  | 19   |
| 13   | Hugo Almeida      | Attaquant | 2016-2022   | 11 ans, 41 jours  | 56   | 0,34  | 19   |
| 15   | Rui Jordão        | Attaquant | 1972-1989   | 16 ans, 302 jours | 43   | 0,35  | 15   |
| 16   | Fernando Peyroteo | Attaquant | 1938-1949   | 10 ans, 330 jours | 20   | 0,7   | 14   |
| 16   | José Torres       | Attaquant | 1963-1973   | 10 ans, 263 jours | 33   | 0,42  | 14   |
| 16   | Diogo Jota        | Attaquant | Depuis 2019 | 5 ans, 206 jours  | 49   | 0,29  | 14   |
| 19   | Matateu           | Attaquant | 1952-1960   | 7 ans, 181 jours  | 27   | 0,48  | 13   |
| 19   | Bernardo Silva    | Attaquant | Depuis 2019 | 10 ans, 73 jours  | 102  | 0,13  | 13   |

## Meilleurs buteurs par compétition
Ces tableaux présentent les meilleurs buteurs portugais par compétition.
- Les joueurs encore en activité en équipe nationale sont inscrits en caractères gras.

### Coupe du monde

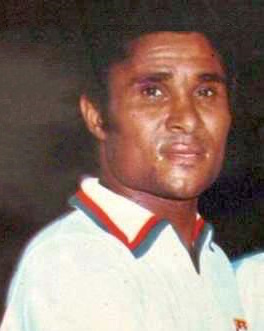
Eusébio, 9 buts en Coupe du monde

| Rang | Joueur            | Poste     | Coupe(s) du monde disputée(s)                    | Sél. | Ratio | Buts |
| ---- | ----------------- | --------- | ------------------------------------------------ | ---- | ----- | ---- |
| 1    | Eusébio           | Attaquant | 1966 (9)                                         | 6    | 1,5   | 9    |
| 2    | Cristiano Ronaldo | Attaquant | 2006 (1), 2010 (1), 2014 (1), 2018 (4), 2022 (1) | 22   | 0,36  | 8    |
| 3    | Pauleta           | Attaquant | 2002 (3), 2006 (1)                               | 9    | 0,44  | 4    |
| 4    | Gonçalo Ramos     | Attaquant | 2022 (3)                                         | 4    | 0,75  | 3    |
| 4    | José Torres       | Attaquant | 1966 (3)                                         | 6    | 0,5   | 3    |
| 4    | José Augusto      | Milieu    | 1966 (3)                                         | 6    | 0,5   | 3    |
| 7    | Rafael Leão       | Attaquant | 2022 (2)                                         | 5    | 0,4   | 2    |
| 7    | Bruno Fernandes   | Milieu    | 2018 (0), 2022 (2)                               | 6    | 0,5   | 2    |
| 7    | Maniche           | Milieu    | 2006 (2)                                         | 7    | 0,29  | 2    |
| 7    | Tiago             | Milieu    | 2006 (0), 2010 (2)                               | 9    | 0,22  | 2    |
| 7    | Simão             | Milieu    | 2006 (1), 2010 (1)                               | 11   | 0,18  | 2    |
| 7    | Pepe              | Défenseur | 2010 (0), 2014 (0), 2018 (1), 2022 (1)           | 12   | 0,17  | 2    |

### Championnat d'Europe
| Rang | Joueur            | Poste     | Championnat(s) d'Europe disputé(s)                         | Sél. | Ratio | Buts |
| ---- | ----------------- | --------- | ---------------------------------------------------------- | ---- | ----- | ---- |
| 1    | Cristiano Ronaldo | Attaquant | 2004 (2), 2008 (1), 2012 (3), 2016 (3), 2021 (5), 2024 (0) | 30   | 0,47  | 14   |
| 2    | Nuno Gomes        | Attaquant | 2000 (4), 2004 (1), 2008 (1)                               | 14   | 0,43  | 6    |
| 3    | Sergio Conceição  | Milieu    | 2000 (3)                                                   | 5    | 0,6   | 3    |
| 3    | Hélder Postiga    | Attaquant | 2004 (1), 2008 (1), 2012 (1)                               | 7    | 0,43  | 3    |
| 3    | Nani              | Milieu    | 2008 (0), 2012 (0), 2016 (3)                               | 15   | 0,2   | 3    |
| 6    | Rui Jordão        | Attaquant | 1984 (2)                                                   | 4    | 0,5   | 2    |
| 6    | Maniche           | Milieu    | 2004 (2)                                                   | 6    | 0,33  | 2    |
| 6    | João Pinto        | Attaquant | 1996 (1), 2000 (1)                                         | 8    | 0,25  | 2    |
| 6    | Ricardo Quaresma  | Milieu    | 2008 (1), 2012 (0), 2016 (1)                               | 9    | 0,22  | 2    |
| 6    | Rui Costa         | Milieu    | 1996 (0), 2000 (0), 2004 (2)                               | 12   | 0,17  | 2    |
| 6    | Luís Figo         | Milieu    | 1996 (1), 2000 (1), 2004 (0)                               | 14   | 0,14  | 2    |
| 6    | Pepe              | Défenseur | 2008 (1), 2012 (1), 2016 (0), 2021 (0), 2024 (0)           | 23   | 0,09  | 2    |

### Coupe des confédérations
| Rang | Joueur            | Poste     | Coupe des confédérations disputée | Sél. | Ratio | Buts |
| ---- | ----------------- | --------- | --------------------------------- | ---- | ----- | ---- |
| 1    | Cristiano Ronaldo | Attaquant | 2017 (2)                          | 4    | 0,5   | 2    |
| 2    | Cédric Soares     | Défenseur | 2017 (1)                          | 3    | 0,67  | 1    |
| 2    | Bernardo Silva    | Milieu    | 2017 (1)                          | 3    | 0,67  | 1    |
| 2    | Nani              | Milieu    | 2017 (1)                          | 4    | 0,25  | 1    |
| 2    | Adrien Silva      | Milieu    | 2017 (1)                          | 4    | 0,25  | 1    |
| 2    | Ricardo Quaresma  | Milieu    | 2017 (1)                          | 4    | 0,25  | 1    |
| 2    | Pepe              | Défenseur | 2017 (1)                          | 4    | 0,25  | 1    |
| 2    | André Silva       | Attaquant | 2017 (1)                          | 5    | 0,2   | 1    |

### Ligue des nations
| Rang | Joueur            | Poste     | Ligue(s) des nations disputée(s)       | Sél. | Ratio | Buts |
| ---- | ----------------- | --------- | -------------------------------------- | ---- | ----- | ---- |
| 1    | Cristiano Ronaldo | Attaquant | 2019 (3), 2021 (2), 2023 (2), 2025 (8) | 20   | 0,75  | 15   |
| 2    | André Silva       | Attaquant | 2019 (3), 2021 (1), 2023 (0)           | 8    | 0,5   | 4    |
| 2    | Diogo Jota        | Attaquant | 2021 (3), 2023 (1), 2025 (0)           | 18   | 0,22  | 4    |
| 4    | Diogo Dalot       | Défenseur | 2023 (2), 2025 (1)                     | 8    | 0,38  | 3    |
| 4    | João Félix        | Attaquant | 2019 (0), 2021 (2), 2023 (0), 2025 (1) | 12   | 0,25  | 3    |
| 4    | João Cancelo      | Défenseur | 2019 (0), 2021 (1), 2023 (2), 2025 (0) | 17   | 0,18  | 3    |
| 4    | Bruno Fernandes   | Milieu    | 2019 (0), 2021 (0), 2023 (1), 2025 (1) | 24   | 0,13  | 3    |
| 4    | Bernardo Silva    | Milieu    | 2019 (1), 2021 (1), 2023 (0), 2025 (1) | 26   | 0,12  | 3    |
| 9    | Gonçalo Guedes    | Attaquant | 2019 (1), 2021 (0), 2023 (1)           | 6    | 0,33  | 2    |
| 9    | Francisco Trincão | Attaquant | 2021 (0), 2023 (0), 2025 (2)           | 8    | 0,25  | 2    |
| 9    | Rúben Dias        | Défenseur | 2019 (0), 2021 (2), 2023 (0), 2025 (0) | 22   | 0,09  | 2    |

## Buteurs par type de but

### Penalty
Vingt-quatre internationaux portugais comptent au moins un but marqué sur penalty en sélection. Le joueur ayant inscrit le plus de penaltys sous le maillot de la Seleção das Quinas est Cristiano Ronaldo avec 20 buts.
| Rang | Joueur            | Poste     | Buts en sélection | Penaltys tentés | Penaltys marqués |
| ---- | ----------------- | --------- | ----------------- | --------------- | ---------------- |
| 1    | Cristiano Ronaldo | Attaquant | 138               | 30              | 21               |
| 2    | Eusébio           | Attaquant | 41                | 7               | 7                |
| 3    | Rui Costa         | Milieu    | 26                | 7               | 6                |
| 4    | Luís Figo         | Milieu    | 32                | 6               | 5                |
| 5    | Oceano            | Milieu    | 8                 | 4               | 4                |
| 6    | Bruno Fernandes   | Milieu    | 25                | 3               | 3                |
| 7    | Simão             | Milieu    | 22                | 2               | 2                |
| 7    | Fernando Gomes    | Attaquant | 12                | 2               | 2                |
| 7    | Nené              | Attaquant | 22                | 2               | 2                |

### Buteurs multiples sur un match
Quinze internationaux portugais comptent au moins un hat trick en sélection.
| N° | Joueur             | Adversaire      | Buts        | Minutes                       | Score   | Lieu                    | Compétition                           | Date               |
| -- | ------------------ | --------------- | ----------- | ----------------------------- | ------- | ----------------------- | ------------------------------------- | ------------------ |
| 1  | Valdemar Mota      | Italie          | 3           | 20e 27e 77e                   | 4-1     | Porto Portugal          | Match amical                          | 14 avril 1928      |
| 2  | Francisco Palmeiro | Espagne         | 3           | 5e 26e 43e                    | 3-1     | Oeiras Portugal         | Match amical                          | 3 juin 1956        |
| 3  | Yaúca              | Luxembourg      | 3           | 53e 66e 83e                   | 6-0     | Oeiras Portugal         | Qualifications pour la coupe du monde | 19 mars 1961       |
| 4  | Eusébio            | Turquie         | 3           | 21e 63e 77e                   | 5-1     | Oeiras Portugal         | Qualifications pour la coupe du monde | 24 janvier 1965    |
| 5  | José Torres        | Uruguay         | 3           | 7e 57e 64e                    | 3-0     | Oeiras Portugal         | Match amical                          | 26 juin 1966       |
| 6  | Eusébio            | Corée du Nord   | 4           | 27e (pen.) 43e 56e 59e (pen.) | 5-3     | Liverpool Angleterre    | Coupe du monde                        | 23 juillet 1966    |
| 7  | Paulo Alves        | Liechtenstein   | 3           | 67e 73e 90e                   | 0-7     | Eschen Liechtenstein    | Qualifications pour l'Euro            | 15 août 1995       |
| 8  | Ricardo Sá Pinto   | Liechtenstein   | 29e 45e 52e | 8-0                           | Coimbra | Eli. Euro 2000          | Qualifications pour l'Euro            | 9 juin 1999        |
| 9  | João Pinto         | Liechtenstein   | 3           | 40e 59e 67e                   | 8-0     | Coimbra Portugal        | Qualifications pour l'Euro            | 9 juin 1999        |
| 10 | Sergio Conceição   | Allemagne       | 3           | 35e 54e 71e                   | 3-0     | Rotterdam Pays-Bas      | Euro                                  | 20 juin 2000       |
| 11 | Luís Figo          | Moldavie        | 3           | 43e (pen.) 61e (pen.) 89e     | 3-0     | Faro Portugal           | Match amical                          | 15 août 2001       |
| 12 | Nuno Gomes         | Andorre         | 4           | 36e 40e 45e 90e               | 7-1     | Leiria Portugal         | Qualifications pour la coupe du monde | 1er septembre 2001 |
| 13 | Pauleta            | Pologne         | 3           | 14e 65e 77e                   | 4-0     | Jeonju Corée du Sud     | Coupe du monde                        | 10 juin 2002       |
| 14 | Pauleta            | Koweït          | 4           | 11e 20e 45e 53e               | 8-0     | Leiria Portugal         | Match amical                          | 19 novembre 2003   |
| 15 | Nuno Gomes         | Koweït          | 3           | 70e 75e 87e                   | 8-0     | Leiria Portugal         | Match amical                          | 19 novembre 2003   |
| 16 | Pauleta            | Cap-Vert        | 3           | 1re 38e 83e                   | 4-1     | Évora Portugal          | Match amical                          | 27 mai 2006        |
| 17 | Cristiano Ronaldo  | Irlande du Nord | 3           | 68e 77e 83e (cf.)             | 2-4     | Belfast Irlande du Nord | Qualifications pour la coupe du monde | 6 septembre 2013   |
| 18 | Cristiano Ronaldo  | Suède           | 3           | 50e 77e 79e                   | 2-3     | Solna Suède             | Qualifications pour la coupe du monde | 19 novembre 2013   |
| 19 | Cristiano Ronaldo  | Arménie         | 3           | 29e (pen.) 55e 58e            | 2-3     | Erevan Arménie          | Qualifications pour l'Euro            | 13 juin 2015       |
| 20 | Cristiano Ronaldo  | Andorre         | 4           | 2e 4e 47e 68e                 | 6-0     | Aveiro Portugal         | Qualifications pour la coupe du monde | 7 octobre 2016     |
| 21 | André Silva        | Îles Féroé      | 3           | 12e 22e 37e                   | 0-6     | Torshavn Îles Féroé     | Qualifications pour la coupe du monde | 10 octobre 2016    |
| 22 | Cristiano Ronaldo  | Îles Féroé      | 3           | 3e 29e (pen.) 64e             | 5-1     | Porto Portugal          | Qualifications pour la coupe du monde | 31 août 2017       |
| 23 | Cristiano Ronaldo  | Espagne         | 3           | 4e (pen.) 44e 88e (cf.)       | 3-3     | Sotchi Russie           | Coupe du monde                        | 15 juin 2018       |
| 24 | Cristiano Ronaldo  | Suisse          | 3           | 25e (cf.) 88e 90e             | 3-1     | Porto Portugal          | Ligue des nations                     | 5 juin 2019        |
| 25 | Cristiano Ronaldo  | Lituanie        | 4           | 4e (pen.) 62e 65e 76e         | 1-5     | Vilnius Lituanie        | Qualifications pour l'Euro            | 10 septembre 2019  |
| 26 | Cristiano Ronaldo  | Lituanie        | 3           | 7e (pen.) 22e 65e             | 6-0     | Almancil Portugal       | Qualifications pour l'Euro            | 14 novembre 2019   |
| 27 | Cristiano Ronaldo  | Luxembourg      | 3           | 8e (pen.) 13e (pen.) 87e      | 5-0     | Almancil Portugal       | Qualifications pour la coupe du monde | 12 octobre 2021    |
| 28 | Gonçalo Ramos      | Suisse          | 3           | 17e 51e 67e                   | 6-1     | Lusail Qatar            | Coupe du monde                        | 6 décembre 2022    |